# Empoasca kipsigiensis
Empoasca kipsigiensis är en insektsart som beskrevs av Irena Dworakowska och Trolle 1976. Empoasca kipsigiensis ingår i släktet Empoasca och familjen dvärgstritar.
Artens utbredningsområde är Kenya. Inga underarter finns listade i Catalogue of Life.